# Modèle hydrogéologique
 (juillet 2013).
Si vous disposez d'ouvrages ou d'articles de référence ou si vous connaissez des sites web de qualité traitant du thème abordé ici, merci de compléter l'article en donnant les références utiles à sa vérifiabilité et en les liant à la section « Notes et références ».

Le système hydrogéologique, c'est-à-dire un aquifère et tout ce qui l'affecte, est difficile voire impossible à résoudre au moyen d'une simple équation. Les modèles réduits (aquariums remplis de sables et d'eau), physiques (par analogie avec d'autres sciences physiques), et surtout mathématiques (logiciels) permettent de reproduire, modéliser et simuler la complexité de ces systèmes. L'application de la modélisation hydrogéologique est immense : exploitation ou qualité des eaux souterraines, géothermie, recharge naturelle ou provoquée des aquifères.

## Historique
Le terme de "modèle hydrogéologique" est, bien que très utilisé, ambigu car il ne se rapporte pas uniquement aux logiciels utilisés couramment par les hydrogéologues pour modéliser les  eaux souterraines. D'un point de vue historique, les modèles rassemblent également d'autres supports autres qu'informatiques.
Les modèles hydrogéologiques ont probablement commencé avec la construction de modèles réduits reproduisant les aquifères. Il suffit pour cela de remplir une boite avec du sable, d'y installer des puits, des "conditions aux limites" (une eau à niveau invariable, un arrosage, etc). Ces modèles sont toujours utilisés à des fins pédagogiques.
Les modèles physiques, réalisés par analogie avec d'autres lois de la physique (électricité) sont désormais abandonnés mais restent pédagogiquement intéressants.
Enfin les modèles mathématiques (logiciels) permettant de résoudre les équations de l'écoulement souterrain et du transport, sont aujourd'hui les plus utilisés par les hydrogéologues. Le plus fameux modèle est Modflow réalisé dans les années 1980 et qui a depuis connu plusieurs versions. Modflow est un modèle aux différences finies (maillage carré) à l'opposé des modèles aux éléments finis (maillage triangulaire) tel que Feflow, autre modèle très utilisé et développé depuis les années 1980 également. Ces deux modèles permettent de modéliser les eaux souterraines dans des milieux homogènes et continus, ils ne s'appliquent donc pas (en théorie) aux roches fracturées, par nature très hétérogène et discontinues. Pour cette raison des modèles plus complexes que Modflow ou Feflow ont été conçus, permettant de simuler l'écoulement des eaux souterraines dans des réseaux de fracture. Ceci est un exemple de ce que ne peuvent pas simuler les logiciels usuels.

## Limites des modèles usuels
Ainsi qu'il est mentionné dans le paragraphe précédent, les modèles usuels ne peuvent tout simuler. Voici quelques limites :
- le milieu doit être homogène et continu. Les aquifères fracturés et les aquifères karstiques ne peuvent donc pas être modélisés de manière simple. L'écoulement dans les conduits karstiques ou les fractures ne répondent pas aux lois qui dirigent les modèles usuels. Dans la pratique les fractures sont assez petites pour pouvoir être considéré à grande échelle comme un milieu continu et homogène.
- le milieu ne doit pas être compressible : en effet si en pompant le sol se tasse (à titre d'exemple) signe que la géométrie du sol et de l'aquifère varie, le modèle devrait prendre en compte de tel changements. Dans la pratique ces changements sont habituellement faibles et négligeables.